# Ali Mazrui
Ali Mazrui (1933-2014) fou un acadèmic kenyà, Director de l'Institute of Global Cultural Studies de la Universitat de Binghamton-State University de Nova York. Ha presidit l'African Studies Association dels EUA, ha estat vicepresident de l'International Political Science Association i de l'International Congress of African Studies i director del Center for Afroamerican and African Studies de la University of Michigan. Ha estat assessor del Banc Mundial i de la Comissió de Corporacions Transnacionals de l'ONU i ha format part de l'equip director del Consell Islàmic Americà. Dirigeix el Center for Muslim-Christian Understanding de la Universitat de Georgetown i fou membre de l'Institute of Governance and Social Research de Jos (Nigèria). La seva recerca se centra en la cultura política de les relacions internacionals i, molt especialment, en la cultura africana i islàmica.